# Fuck Love
Fuck Love (censurato come F Love o semplicemente Love) è un singolo del rapper statunitense XXXTentacion, pubblicato il 23 gennaio 2018 come secondo estratto dal primo album in studio 17.
Il singolo ha visto la collaborazione del rapper statunitense Trippie Redd.

## Descrizione
Onfroy ha twittato il 24 agosto 2017 che Fuck Love sarebbe stata l'unica canzone di 17 ad essere pubblicata su SoundCloud.
La canzone tratta il tema dell'amore, e di come se ne vada da Onfroy nonostante lui faccia di tutto per tenerselo. Il brano è dedicato a Geneva Ayala, la ex fidanzata di XXXTentacion.

## Classifiche
| Classifiche (2018) | Posizione massima |
| ------------------ | ----------------- |
| Canada             | 52                |
| Italia             | 63                |
| Nuova Zelanda      | 36                |
| Stati Uniti        | 41                |
| Svezia             | 72                |
| Svizzera           | 88                |